# چتر (رمان)
چتر نهمین رمان از ویل سلف است که در سال ۲۰۱۲ منتشر شد. در سال ۲۰۱۲، اولین نامزدی ویل سلف در لیست کوتاه جایزه ادبی من بوکر قرار گرفت، اگرچه رمان Dorian, Imitation 2002 او در فهرست رمان‌های بلند جایزه قرار گرفت.

## محتوا
سلف نشان داده‌است که این کتاب برخلاف انتظارات اولیه خود، قسمت اول سه‌گانه خواهد بود. قسمت دوم سه‌گانه کوسه است که در سال ۲۰۱۴ منتشر شده‌است.